# Isla Zuraita
La isla Zuraita o Zuraitas es una isla baja (no supera el metro de altura), plana y pantanosa, que se encuentra atravesada por arroyos que durante la marea alta la transforman en un pequeño archipiélago. Se ubica en la ría de Bahía Blanca, al oeste de Punta Alta, en la provincia de Buenos Aires, Argentina. 
El conjunto tiene límites imprecisos a causa de las fluctuaciones de la marea y un largo aproximado de 6 kilómetros en sentido este-oeste, y un ancho máximo de 4 kilómetros. Al noreste se encuentra el canal Principal y al sureste, separadas por el canal del Embudo, la isla del Embudo. Al oeste se halla la tierra continental. 
Es probable que una de las naves de la expedición de Hernando de Magallanes en su viaje alrededor del mundo se haya adentrado en la ría de Bahía Blanca el día 13 de febrero de 1520 y haya tocado fondos con la nao Victoria a la altura de la isla Zuraita. Luego saldría por la bahía Falsa, al sur de la isla Trinidad, continuando con su viaje de circunvalación.
La vegetación que puede ser encontrada en las islas está dominada por espartillo (Spartine densiflora), zampa crespa (Atriplex undulata) y jume (Sarconornia perennis), los cuales no suelen superar el metro de altura. Recientemente algunos islotes han sido colonizados por gaviotas cangrejeras (Larus atlanticus) y gaviotas cocineras (Larus dominicanus), registrándose hasta 300 nidos de las primeras.
Al igual que las islas Wood, Bermejo, Embudo, Trinidad y Ariadna forma parte de la Reserva Provincial de Uso Múltiple Bahía Blanca, Verde y Falsa. La isla también es utilizada para recreación y la pesca deportiva y sus costas son frecuentadas por delfines.